# Nontas Papantoniou
Epameinondas Savvas Papantoniou (griechisch Επαμεινώνδας Σάββας Παπαντωνίου, besser bekannt als Nontas Papantoniou; * 28. April 1990 in Cholargos) ist ein griechischer Basketballspieler, der bei einer Körpergröße von 1,90 m auf den Positionen des Point Guards bzw. des Shooting Guards eingesetzt werden kann.

## Karriere

### Auf Vereinsebene
Sein Debüt in der damaligen A1 Ethniki, der höchsten Spielklasse für Vereinsbasketball in Griechenland, gab Papantoniou im Alter von 17 Jahren beim GS Marousi. Für diesen lief er zur Folgesaison 2008/09 auch im ULEB Eurocup auf, bevor im Sommer 2009 zum AEK Athen wechseln sollte. Diesen verließ er bereits wieder nach einer Saison und spielte zur Saison 2010/11 beim Stadtrivalen Ilisiakos Athen. Beim Ilisiakos gehörte der damals nun 20-Jährige zur festen Rotation des Kaders und kam in 25 von möglichen 26 Spielen zum Einsatz. Dennoch wechselte er bereits nach nur einer Saison zum GS Peristeri. Dort brachte er es auf 23 Spiele, bekam aber wesentlich mehr Einsatzzeit zugesprochen als in seinen vorherigen Stationen. Dies honorierte Papantoniou mit 137 Punkte. Diese toppte er zur Saison 2012/13, als er mit Abstand erfolgreichster Werfer des Peristeri wurde. In 26 eingesetzten Spielen kam der Guard auf 298 Punkte und 111 Rebounds. Diese Ausbeute alleine, reichte aber nicht aus um Peristeri vor dem Abstieg zu bewahren. Um weiterhin erstklassig spielen zu können, verließ Papantoniou den GS Peristeri und unterschrieb für zwei Spielzeiten beim VAP Kolossos.  Dort lief er an der Seite von Christoforos Stefanidis auf und kam bei 26 Spieleinsätzen auf 221 Punkte. Trotz laufenden Vertrags wechselte Papantoniou zur Saison 2014/15 zum Wiederaufsteiger AEK Athen.  Bei der Spielvereinigung fand er sich allerdings in der Rolle eines Backup-Spielers wieder und bekam weniger Einsatzzeit zugesprochen, als er sie noch auf Rhodos und beim Peristeri genossen hatte. Dennoch verlängerte er im Sommer 2015 seinen auslaufenden Vertrag um weitere zwei Jahre und spielte ab der Saison 2015/16 mit dem AEK auch wieder international.
Zur Saison 2016/17 wechselte Papantoniou dann in die spanische zweite Liga und schloss sich dem Araberri Basket Club an. Anfang Dezember 2016 hatte er seinen Vertrag wieder auflösen lassen und wechselte am 11. Dezember 2016 zum katalanischen Basketballklub Actel Força Lleida, wo er einen Vertrag bis zum Ende der laufenden Zweitligasaison unterschrieben hatte. Mitte Januar 2017 holte Promitheas Patras Papantoniou zurück in die Basket League. Im Sommer 2017 unterschrieb er einen Einjahreskontrakt beim GS Larisas Faros. Für die Saison 2018/19 wechselte der Guard zu PAOK Saloniki.

### Nationalmannschaft
Papantoniou durchlief sämtliche Jugend-Nationalmannschaften Griechenlands. So spielte er an der Seite von Vangelis Mantzaris, Kostas Sloukas, Nikos Pappas und weiteren die U-16 Europameisterschaft 2006 in Spanien. Gehörte zum Kader des U-18 Europameisters von 2008. Erreichte 2009 an der Seite von Kostas Papanikolaou, Dimitris Katsivelis und weiteren Mitstreitern das Finale der U-19 Weltmeisterschaft in Neuseeland. Unterlag dort den ungeschlagenen US-Amerikanern mit 80:88 Punkten. Ebenfalls Rang zwei erreichte die griechische Auswahl bei der U-20 Europameisterschaft für die Papantoniou abermals nominiert war.
Papantoniou gehört der Nationalmannschaft im Wettbewerb der offiziell ausgetragenen 3x3 Wettbewerbe an. So spielte er für die Auswahl Griechenlands bei der Weltmeisterschaft 2012 sowie bei den Europaspielen von 2015.

## Erfolge
| - Erster Platz beim Albert-Schweitzer-Turnier 2008 - Europameister: (U-18) 2008 | - Vizeweltmeister: (U-19) 2009 - Vizeeuropameister: (U-20) 2010 |